# Manuel Elsherif
Manuel Elsherif (* 22. März 1991 in Schwedt/Oder, als Manuel Finke) ist ein deutscher Synchronsprecher, Schauspieler und Sprecherzieher.

## Leben
Elsherif verbrachte seine Grundschulzeit an der bilingualen Quentin-Blake-Grundschule und machte sein Abitur an der Nelson-Mandela-Schule in Berlin. Während der elften Klasse verbrachte er ein Austauschjahr in Montevideo, Uruguay, wo er Spanisch lernte.
Als Schüler sammelte er erste Bühnenerfahrungen und wirkte als Komparse in verschiedenen Filmdrehs mit. Von 2014 bis 2017 absolvierte er eine Ausbildung als staatlich geprüfter Atem-, Sprech- und Stimmlehrer nach der Methode von Schlaffhorst-Andersen. Während seiner Ausbildung setzte er für sich einen inhaltlichen Schwerpunkt auf das künstlerische Sprechen, unterstützt durch Praktika im Fachbereich Sprecherziehung für Schauspieler und Opernsänger an der Hochschule für Musik und Theater Hannover.
Nach Abschluss seiner Berufsausbildung begann Elsherif seine Tätigkeit als Dozent an verschiedenen Schauspielschulen im Fachbereich Sprecherziehung. In dieser Zeit entschied er sich auch für eine Schauspielausbildung in der Meisner-Technik bei André Bolouri am Actors Space Berlin sowie eine zweijährige Ausbildung als Somatic Movement Educator nach Body-Mind Centering, die er in Deutschland, Italien und Großbritannien erhielt.
2021 wechselte er zum hauptberuflichen Synchronsprechen. Seitdem lieh Elsherif seine Stimme verschiedenen kleineren, mittleren und größeren Rollen, u. a. Diego Calva in On Swift Horses, Karl Walcott als Clay in der 7. Staffel von Riverdale, Théo Augier Bonaventure als Florian in der Netflix-Serie XO, Kitty, dem Papageien Kiki in Überflieger - Das Geheimnis des großen Juwels, Joshua Okamoto als Diego/Dr. Cortez in Saw X und Eric Bauza als Peri in Cosmo & Wanda - Ein neuer Wunsch und ist außerdem in Voiceover-Produktionen zu hören. Seit Staffel 9 ist er die deutsche Stimme von Jeremiah Brent in der Netflix-Serie Queer Eye.

## Synchronrollen (Auswahl)

### Filme
- Jimmy O. Yang (als Jeff) in Beavis & Butt-Head Do The Universe (2022)
- Konrad Beta (als Zaba) in Stundenplan (2022)
- Joakim Visnes (als Sivert) in War Sailor (2022)
- Joshua Okamoto (als Diego / ‚Dr. Cortez‘) in Saw X (2023)
- Alexander Pobutsky (als Kenny) in American Fiction (2023)
- Blake Farha (als Kiki) in Überflieger - Das Geheimnis des großen Juwels (2023)
- Mateo Kristiansen (als Casper) in Der Abgrund (2023)
- Kristos Andrews (als Viktor) in Van Damme: Born to Kill (2024)
- Sean Liang (als Boghos) in Beverly Hills Cop: Axel F (2024)
- Jordan Aaron Hall (als Zeke) in Als du mich sahst (2024)
- Gustav Dyekjær Giese (als Gunnar Norgaard) in Lonely Planet - Liebe in Marokko (2024)
- Ignacio Gasparini (als Manuel Borja) in Eden (2024)
- Diego Calva (als Diego) in On Swift Horses (2024)
- Radek Jonak (als Mr. Anzug) in The Surfer (2024)
- Doruk Hasret Arı (als Kazım) in Umami (2025)
- Zia Newton (als Dwayne) in The Monkey (2025)
- Daniel Lundh (als Noel) in A Working Man (2025)
- Antoni Mammarella (als Massimo) in Patsers (2025)

### Serien
- Rama Vallury (als Tahir Khan) in Super Pumped: Der Kampf um Uber (2022)
- Kaylin Lee Clinton (als Tuck) in Hello Kitty: Super Style! (2022-)
- Natsuki Hanae (als Ikki Niko) in Blue Lock (2022)
- Andrés Borda (als Antonio) in The Blacklist (2022)
- Joe Sproulle (als Josh) in The A Word (2022)
- Kyle Scudder (als Herk) in Vampire Academy (2022)
- Daniel Marin (als Aaron) in The Chosen (2022)
- Théo Augier Bonaventure (als Florian) in XO, Kitty (2023)
- Karl Walcott (als Clay Walker) in Riverdale (2023)
- Devon Alexander (als Oz) in Family Law (2023)
- Jermaine Fowler (als Sir Kaue) in Princess Power (2023)
- Paolo Maiolo (als Davis) in Virgin River (2023)
- Joey Eden (als Dan) in Diplomatische Beziehungen (2023)
- Eugene Cordero (als Jaxon) in Solar Opposites (2023)
- Tony Ofori (als Ben Rawlins) in Hudson & Rex (2023)
- Kolton Stewart (als Dylan) in Ich und die Walter Boys (2023)
- Karim Barras (als Pneumologe) in Everything is Fine (2023)
- Randy McDowell (als Trooper Cooper) in Hightown (2024)
- Sebastian Orozco (als Cousin Antonio) in Halo (2024)
- Shouta Hayama (als Jin-suk) in Solo Leveling (2024)
- Sam Parks (als Vikar) in Renegade Nell (2024)
- Daniel Sosa Porter (als Diego) in Feud: Capote vs. The Swans (2024)
- Samuel B. Jackson (als Dwayne) in Chicago Fire (ab 2024)
- Daniel Mallorquín (als Manu) in Atemlos (2024)
- Jeremiah Brent (als Jeremiah Brent) in Queer Eye (2024-)
- Eric Bauza (als 'Peri') in Cosmo & Wanda - Ein neuer Wunsch (2024-)
- Don Reed (als Chip St. Charles) in College Fieber (2024)
- Jin Ogasawara (als 'Fighter G') in Go, Go, Loser Ranger! (2024-)
- Michael Ivan Carrier (als Gutsherr) in Elsbeth (2025)
- Brian Maya (als Joe Gebbia) in The Best Heart Attack of My Life (2025)
- Slobotzky (als Fernandez) in Willkommen in der Familie (2025)
- Mihir Kumar (als Artold) in And Just Like That (2025)
- Owen Thiele (als George) in Überkompensation (2025-)

### Spiele
- 2022: Age of Empires IV
- 2022: Return to Monkey Island
- 2023: Cyberpunk 2077: Phantom Liberty
- 2023: Hogwarts Legacy
- 2024: Star Wars Outlaws (als Dennion)
- 2024: Life Is Strange: Double Exposure (als Vinh Lang)